# 藤實久美子
藤實 久美子（ふじざね くみこ、1964年 - ）は、日本の歴史学者。専門は日本近世史。国文学研究資料館研究部教授、総合研究大学院大学先端学術院教授。日本出版学会賞受賞。

## 略歴
1987年学習院大学文学部史学科卒、1991年同大学院人文科学研究科史学専攻博士前期課程修了、1994年同博士課程単位取得満期退学、学習院女子短期大学非常勤講師、1997年学習院大学非常勤講師。2000年日本出版学会賞受賞。国文学研究資料館COE非常勤研究員（講師）、東京大学史料編纂所非常勤講師、学習院大学史料館助手等を経て、2004年学習院大学博士（史学） 。2008年ノートルダム清心女子大学文学部現代社会学科准教授。2010年文部科学省教科用図書検定調査審議会専門委員。2011年岡山県立博物館協議会委員。2015年ノートルダム清心女子大学文学部現代社会学科教授、岡山市文化財保護審議会委員。2016年岡山県教育委員会指定管理者候補選定委員会委員。2018年岡山史料ネット副代表。2019年国文学研究資料館研究部教授。2020年総合研究大学院大学文化科学研究科日本文学研究専攻長・教授、南島原市有馬キリシタン遺産記念館資料収集検討委員会委員。 
大学時代から都内をはじめとする諸文庫や大学図書館、公文書館などで武鑑（武鑑は江戸時代に民間書肆から出版された諸大名家の名鑑）の実物調査を行い、武鑑を通じた近世の出版文化史、書籍資料論、書籍文化論を展開している。

## 著書
- 武鑑出版と近世社会 東洋書林 1999
- 近世書籍文化論 史料論的アプローチ 吉川弘文館 2006　オンデマンド版　2024、ISBN　9784642734097
- 江戸の武家名鑑 武鑑と出版競争 吉川弘文館 2008（歴史文化ライブラリー）2008、ISBN　9784642056571

## 編著
- 江戸幕府役職武鑑編年集成 全36巻 深井雅海共編 東洋書林 1996－2000
- 江戸幕府大名武鑑編年集成 全18巻 深井雅海共編 東洋書林
- 近世公家名鑑編年集成 深井雅海共編 柊風舎 2009-